# Ингабире, Пола
Пола Ингабире (фр. Paula Ingabire; род. 24 января 1983, Кения) — руандийский государственный и политический деятель. С 18 октября 2018 года работает министром информационно-коммуникационных технологий и инноваций Руанды.

## Ранний период жизни
Училась в Университете Руанды, получив степень бакалавра. Затем получила степень магистра наук в области инженерии и менеджмента в Массачусетском технологическом институте, после чего работала там научным сотрудником по системному дизайну и управлению.

## Карьера до политики
Работала руководителем инициативы «Инновационный город Кигали» (ИГК). До этого занимала должность руководителя отдела ИГК в Совете по развитию Руанды.

## Политическая деятельность
Присоединилась к кабинету министров при президенте Поле Кагаме, который сократил число членов правительства с 31 до 26. В кабинете министров 50 % женщин, что делает Руанду и Эфиопию единственными африканскими странами, в правительствах которых существует гендерное равенство.
Как член кабинета министров является промоутером и сторонником технологии блокчейн. Она использует эту технологию как часть того, что называет технологиями четвертой промышленной революции. По её словам, такие инновации могут помочь Руанде в развитии систем здравоохранения и туризма. Посещает ежемесячные встречи блокчейн-сообщества Руанды.

## Другие занятия
С 2020 года является членом попечительского совета Всемирного экономического форума, а также членом Группы высокого уровня по отношениям Фонда «Африка-Европа».

## Признание
В марте 2020 года Всемирный экономический форум назвал Полу Ингабире одной из 115 молодых мировых лидеров 2020 года. В список входят государственные служащие, журналисты, активисты, художники, преподаватели, бизнес-новаторы и разработчики технологий в возрасте до 40 лет.